# Patinatge artístic als Jocs Olímpics d'hivern de 1984 - Individual femení
Als Jocs Olímpics d'Hivern de 1984 celebrats a la ciutat de Sarajevo (Iugoslàvia) es disputà una prova de patinatge artístic sobre gel en categoria femenina que formà part del programa oficial dels Jocs.
La competició se celebrà entre els dies 15 i 18 de febrer de 1984 a l'Olympic Hall Zetra.

## Comitès participants
Hi participaren un total de 24 patindores de 16 comitès nacionals diferents.
| - Austràlia (1) - Bèlgica (1) - Canadà (2) - Corea del Sud (1) - Espanya (1) - Estats Units (3) - França (1) - Itàlia (1) - Iugoslàvia (1) |  | - Japó (1) - Regne Unit (1) - RDA (1) - RFA (2) - Suècia (1) - Suïssa (2) - Unió Soviètica (3) - R.P. de la Xina (1) |

## Resum de medalles
| Or            | Argent           | Bronze       |
| Katarina Witt | Rosalynn Sumners | Kira Ivanova |

## Resultats
| Posició | Nom                  | CON             | F  | PC | PL | Pts. |
| ------- | -------------------- | --------------- | -- | -- | -- | ---- |
| 1       | Katarina Witt        | RDA             | 3  | 1  | 1  | 3.2  |
| 2       | Rosalynn Sumners     | Estats Units    | 1  | 5  | 2  | 4.6  |
| 3       | Kira Ivanova         | Unió Soviètica  | 5  | 3  | 5  | 9.2  |
| 4       | Tiffany Chin         | Estats Units    | 12 | 2  | 3  | 11.0 |
| 5       | Anna Kondrashova     | Unió Soviètica  | 7  | 4  | 6  | 11.8 |
| 6       | Elaine Zayak         | Estats Units    | 13 | 6  | 4  | 14.2 |
| 7       | Manuela Ruben        | RFA             | 6  | 11 | 7  | 15.0 |
| 8       | Elena Vodorezova     | Unió Soviètica  | 2  | 8  | 11 | 15.4 |
| 9       | Claudia Leistner     | RFA             | 9  | 10 | 8  | 17.4 |
| 10      | Sanda Dubravčić      | Iugoslàvia      | 8  | 9  | 9  | 17.4 |
| 11      | Sandra Cariboni      | Suïssa          | 4  | 14 | 12 | 20.0 |
| 12      | Kay Thomson          | Canadà          | 10 | 12 | 10 | 20.8 |
| 13      | Elizabeth Manley     | Canadà          | 16 | 7  | 13 | 25.4 |
| 14      | Myriam Oberwiler     | Suïssa          | 15 | 13 | 14 | 28.2 |
| 15      | Karin Telser         | Itàlia          | 11 | 15 | 16 | 28.6 |
| 16      | Katrien Pauwels      | Bèlgica         | 14 | 16 | 18 | 32.8 |
| 17      | Susan Jackson Wagner | Regne Unit      | 19 | 17 | 15 | 33.2 |
| 18      | Agnes Gosselin       | França          | 18 | 19 | 17 | 35.4 |
| 19      | Masako Kato          | Japó            | 21 | 18 | 19 | 38.8 |
| 20      | Catarina Lindgren    | Suècia          | 17 | 22 | 20 | 39.0 |
| 21      | Vicki Holland        | Austràlia       | 20 | 20 | 21 | 41.0 |
| 22      | Zhenghua Bao         | R.P. de la Xina | 23 | 21 | 22 | 44.2 |
| 23      | Hae-Sung Kim         | Corea del Sud   | 22 | 23 | 23 | 45.4 |
| NP      | Marta Cierco-Viqeira | Espanya         |    |    |    |      |

NP: no participà